# Flying Wild Hog
Flying Wild Hog is een Poolse ontwikkelaar van computerspellen. Het bedrijf werd in april 2009 opgericht door Tomasz Baran, Michal Szustak en Klaudiusz Zych en telt 65 werknemers.
Sinds het begin van het bedrijf werkte Flying Wild Hog aan de ontwikkeling van een eigen engine, de zogenaamde Road Hog Engine.

## Computerspellen
- Hard Reset (2011)
- Hard Reset: Exile (2012)
- Shadow Warrior (2013)
- Juju (2014)
- Hard Reset Redux (2016)
- Shadow Warrior 2 (2016)